# إلوب عظائي
إلوب عظائي (الاسم العلمي: Elops saurus) (بالإنجليزية: Ladyfish)‏ هو نوع من الأسماك يتبع جنس الإلوب من فصيلة الإلوبات.

## الوصف
مثل الأنواع الأخرى من جنسها، تتمتع الخنفساء بجسم طويل ونحيل ومستدير مغطى بقشور فضية. فمه طرفي والذيل متشعب بعمق. ويمكن تمييز الأنواع عن طريق حساب عدد حواف الخياشيم والفقرات.